# Universitatea Națională de Apărare „Carol I”
Universitatea Națională de Apărare „Carol I” este continuatoarea școlii de stat major fondate în anul 1889, de către generalul Ștefan Fălcoianu cu denumirea inițială Școala Superioară de Resbel (după ortografia vremii). La momentul înființării, era a șasea școală de stat major din Europa, înființată după cele din Berlin, Viena, Paris, Torino și Bruxelles. În anii 1889-1897, Școala Superioară de Război a funcționat în clădirea din strada Știrbei Vodă, unde își are acum sediul Direcția Națională Anticorupție.

## Etape și redenumiri

### Până în epoca comunistă
În toamna anului 1897, Școala Superioară de Război s-a mutat în clădirea din actualul bulevard Nicolae Bălcescu (vis-a-vis de sala Dalles), unde a funcționat împreună cu Marele Stat Major, până în anul 1914, și de sine stătătoare până în decembrie 1939, când s-a mutat în actuala clădire, ale cărei lucrări de construcție începuseră în 16 august 1937, după planurile arhitectului Duiliu Marcu, constructor fiind antrepriza "Inginer Emil Prager".
La 6 decembrie 1939 au fost sărbătorite, în prezența regelui Carol al II-lea, a principelui moștenitor Mihai, a consilierilor regali și a miniștrilor guvernului, două evenimente: semicentenarul Școlii Superioare de Război și inaugurarea noului sediu. A fost ținută o slujbă de către Ciopron, episcopul armatei, asistat de un sobor de preoți și de corul patriarhiei. Cuvântări au fost ținute de generalul adjutant Paul Teodorescu, ministrul aerului și marinei, fost comandant al școlii. În cuvântarea sa, regele arăta că scopul instituției fusese inițial de a pregăti ofițeri de stat major; că apoi, cu reținere, s-a adoptat și ideea că absolvenții vor putea comanda mari unități ale oștirii. Pe lângă aceste două scopuri, instituția trebuia să-și asume, potrivit regelui, și menirea de a formula doctrina oștirii românești, care trebuia „să fie specific a pământului”.

### După instaurarea comunismului
În 29 august 1948, prin Decretul nr. 1803 al Prezidiului M.A.N., Școala Superioară de Război a fost desființată, cu motivarea lui Emil Bodnăraș, ministrul Apărării Naționale, că este o "instituție învechită și depășită de mersul evenimentelor", iar în locul ei, pentru pregătirea superioară și politică a cadrelor armatei s-a înființat Academia Militară.
În 14 septembrie 1949, prin Decretul nr. 371 al Prezidiului M.A.N., după modelul Academiilor militare sovietice, s-au înființat patru academii militare distincte: Academia Militară (de comandă și stat major), Academia Militară Politică, Academia Tehnică Militară și Academia Spatelui Armatei, ca instituții de învățământ superior distincte, cu structuri organizatorice separate. Această situație nu a durat mult.
În 12 septembrie 1953, în baza Decretului nr. 368 al Prezidiului M.A.N. s-a desființat Academia Spatelui Armatei, care s-a contopit cu Academia Militară.
În 19 august 1957, prin Decretul nr. 400 al Prezidiului M.A.N., a fost desființată și Academia Militară Politică, care s-a contopit cu Academia Militară sub noua titulatură de Academia Militară Generală (A.M.G.).
În 13 iunie 1959, prin Decretul nr. 214 al Prezidiului M.A.N., Academia Militară Tehnică s-a contopit cu Academia Militară Generală, care astfel a devenit o instituție complexă, subordonata nemijlocit ministrului Forțelor Armate, cu cinci facultăți: Facultatea de arme întrunite și tancuri; Facultatea de arme (artilerie terestră, artilerie a.a., chimie, geniu, transmisiuni, aviație); Facultatea militară politică; Facultatea tehnică militară și Facultatea de servicii.
În anul 1976, prin Hotărâre a Consiliului Apărării, s-a reînființat Facultatea Politică Militară, ce avea ca obiectiv pregătirea specialiștilor-ofițeri cu studii militare superioare în domeniul activității educative din unități, mari unități și comandamente.

### După căderea comunismului
În 17 mai 1990, pin Hotărârea Guvernului României nr. 550 activitatea de învățământ din Academia Militară a fost reorganizată, precizându-se că aceasta "este o instituție de învățământ superior subordonată ministrului Apărării Naționale și pregătește ofițerii-studenți pentru a deveni comandanți și ofițeri în statele-majore (...)". Prin aceeași hotărâre, s-a reînființat Academia Tehnică Militară, ca instituție separată de Academia Militară. 
În 23 aprilie 1991, prin Hotărârea Guvernului României nr. 305, Academia Militară a primit o nouă denumire: Academia de Înalte Studii Militare.
La 1 februarie 1992 a fost înființat Colegiul Național de Apărare, ca structură distinctă în cadrul Academiei de Înalte Studii Militare, reprezentând forma postuniversitară pentru pregătirea politico-militară în domeniul strategiilor de securitate și apărare națională a persoanelor militare și civile. După numai 6 luni, prin Hotărârea Guvernului nr. 438 din 5 august 1992, Colegiul Național de Apărare a devenit o instituție separată de Academia de Înalte Studii Militare, coordonată de un comitet consultativ, având ca președinte pe secretarul de stat și șef al Marelui Stat Major.
La 1 decembrie 1993 s-a înființat Colegiul Superior de Stat Major, o structură organizatorică cu funcționare distinctă în cadrul Academiei de Înalte Studii Militare, pentru perfecționarea pregătirii postacademice la nivel strategic, intercategorii de forțe ale armatei.
În data de 28 august 2003, prin Hotărârea Guvernului României nr. 1027, denumirea Academiei de Înalte Studii Militare a fost schimbată în Universitatea Națională de Apărare, pentru ca în data de 25 august 2005, prin Hotărârea de Guvern nr. 969 Universitatea Națională de Apărare să primească denumirea de Universitatea Națională de Apărare „Carol I”.